# Tk3
Паровоз Tk3  (фин. Tavarajunaveturi — товарный локомотив, kevyt  — лёгкий; до 1942 — K5; прозвище — Pikku-Jumbo) — серия финских грузовых паровозов типа 1-4-0. Выпускались финскими заводами Tampella и Lokomo с 1928 по 1953 гг.

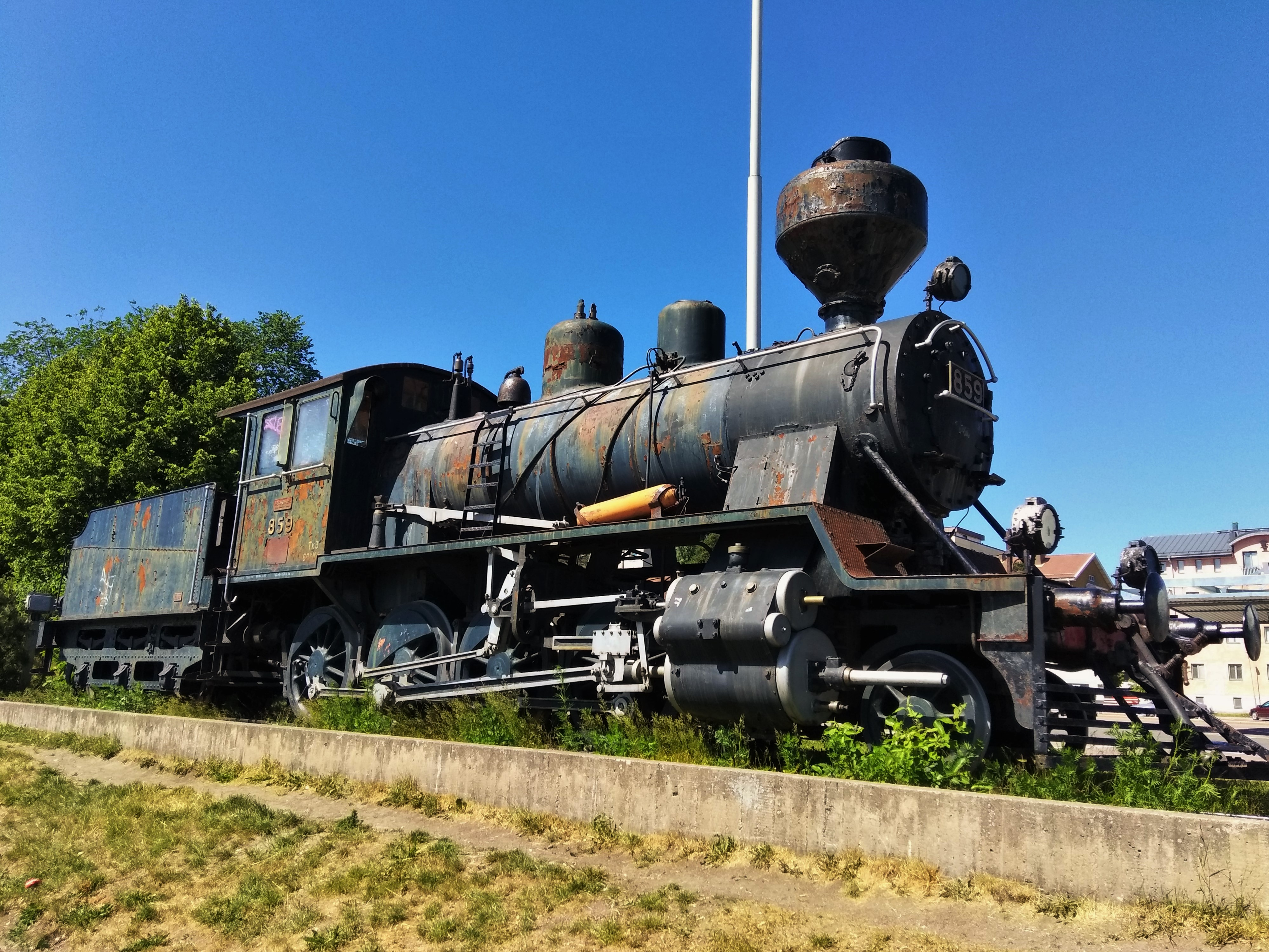
Паровоз-памятник Tk3 на станции Коувола, произведен заводом Locomo в 1929 году

Также в 1949 году датским заводом Frichs была выпущена партия паровозов, которым присвоили номера № 1147-1166. Эксплуатировались на финских железных дорогах, также часть после 1945 года поступила в СССР (на советских дорогах им присвоили обозначение серии К5).